# Shimano

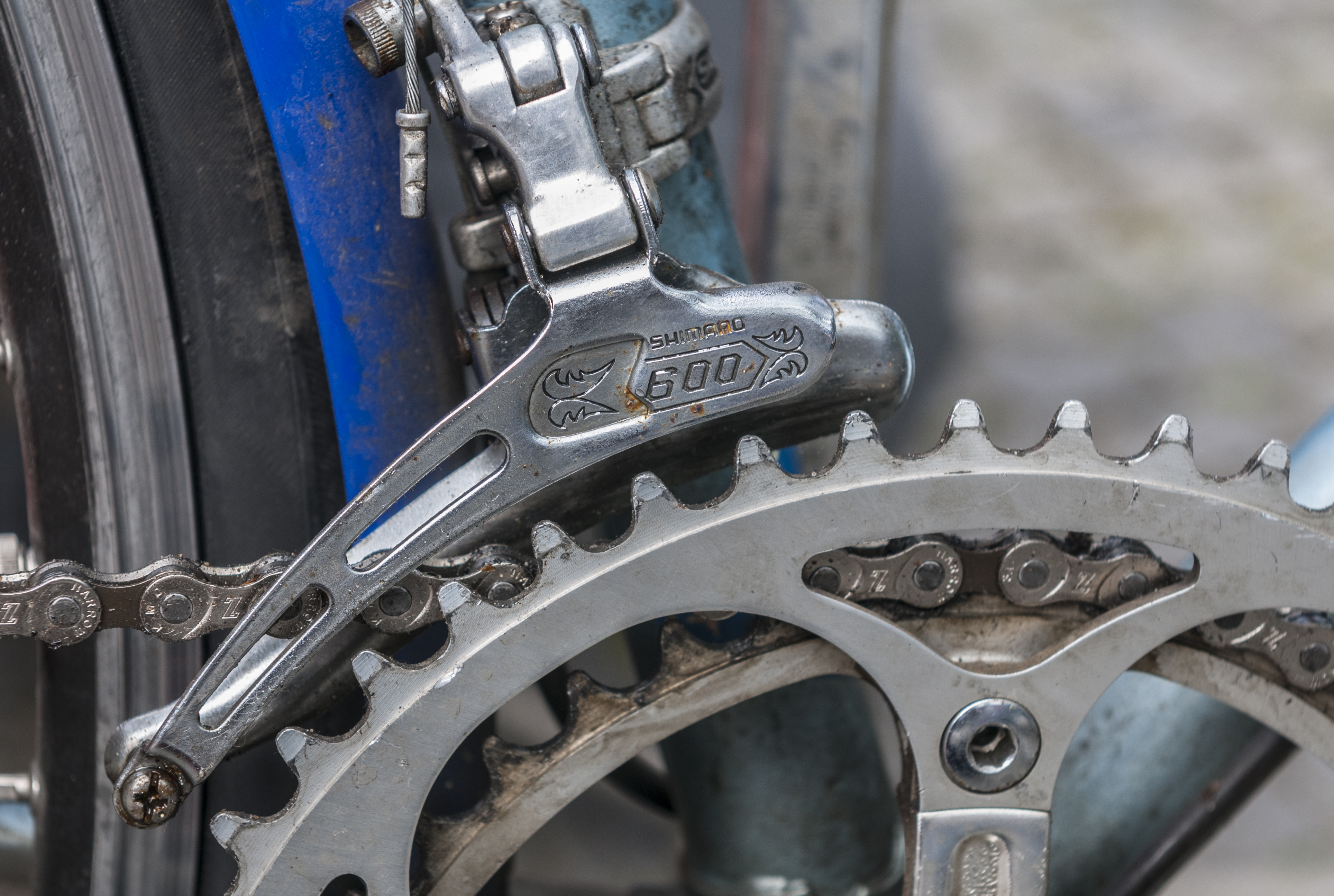
Shimano 600, 1980

Shimano Inc. (Japans:株式会社シマノ, Kabushiki-gaisha Shimano) is een Japans metaalverwerkend bedrijf, opgericht in 1921 door Shozaburo Shimano in Sakai, Japan. Het is gespecialiseerd in de productie van hengelsportmateriaal, skimateriaal en fietsonderdelen. Tot 2005 produceerde het ook golfmateriaal maar hiermee is het gestopt omdat het verliesgevend was. In de productie van fietsonderdelen zijn ze het meest gespecialiseerd en ook het meest bekend. In 2005 bestond 75% van hun productie uit die van fietsonderdelen, 23% uit de productie van hengelsportmateriaal en 2% uit de productie van andere producten. Het Europese hoofdkantoor is vanaf 2017 gevestigd in Eindhoven.
In 2005 bedroeg het verkoopcijfer 1,4 miljard US$. Shimano verkoopt 41% van zijn producten in Europa en 17% in Noord-Amerika. In 2005 werkten 7003 mensen rechtstreeks voor Shimano en 975 in onderaannemingen.

## Geschiedenis van het bedrijf
Shimano Inc. werd in 1921 opgericht door Shozaburo Shimano in Osaka, Japan waar het hoofdkantoor nog steeds gevestigd is.
Het eerste fietsonderdeel dat Shimano in productie nam was een freewheel (achtertandwiel met vrijloop) dat vanaf 1931 ook Shimano’s eerste exportproduct was. Vanaf midden jaren 50 van de twintigste eeuw breidt het Shimano programma zich uit met een derailleur en een 3 versnellingsnaaf. In 1960 start Shimano met het zogenaamde koudsmeden, een productiemethode die zeer belangrijk zal worden voor het bedrijf omdat de kwaliteit van de Shimano onderdelen onder andere uit dit proces voortkomt. De export van Shimano neemt explosief toe en in 1965 en 1972 worden respectievelijk Shimano American en Shimano Europe opgericht. Ook worden de eerste fabrieken buiten Japan geopend in Singapore. In 1973 ziet de eerste volledige Dura-Ace groep het levenslicht en in hetzelfde jaar wordt Shimano Inc. een beursgenoteerde onderneming. Vanaf begin jaren 80 groeit Shimano steeds harder door de introductie van de mountainbike en de vooruitstrevende rol die het bedrijf speelt bij de ontwikkeling hiervan. In 1984 verschijnt de eerste echte XT mountainbike groep Shimano M700, te herkennen aan de hertekop. In 1984 zet Shimano de markt voor racefiets onderdelen op zijn kop met de ontwikkeling van geïndexeerd schakelen (SIS), om dit nog eens over te doen in 1990 met de introductie van STI, het inmiddels bekende systeem van geïntegreerd remmen en schakelen. Ongeveer gelijk hiermee komt Shimano met Uniglide en later Hyperglide. Dit is een aanpassing van de tanden van de cassette waardoor het schakelen soepeler verloopt.
Ondertussen gaan de ontwikkelingen op productgebied onverminderd voort en introduceert en innoveert Shimano verder met onder andere XTR mountainbike componenten (1991) en Nexus versnellingsnaven. Tevens opent Shimano fabrieken in Maleisië, China, Italië en de Tsjechische Republiek.

## Producten
Shimano maakt vooral de zogenaamde groep. Dit zijn alle bewegende delen aan een fiets: naven of wielassen, cassette, ketting, derailleurs, crankstel, trapas, pedalen, remmen, schakelaars en balhoofdstel. Daarnaast maakt het ook fietswielen en accessoires zoals kleding en fietsschoenen. Shimano maakt vooral onderdelen voor racefietsen en mountainbikes maar maakt ook onderdelen voor de meer normale fietsen (stadsfietsen), al wordt hier vaak een van de mountainbike groepen gebruikt, zij het licht aangepast. De grootste concurrenten van Shimano zijn Campagnolo in de productie van groepen voor racefietsen en SRAM in de productie van mountainbikegroepen. Campagnolo is marktleider in de productie van racefietsgroepen, maar Shimano wordt door de meeste ploegen in het profpeloton gebruikt. Maar het marktaandeel van
Shimano, dat door zijn lagere prijs veel door de recreatieve fietser gebruikt wordt, is echter zeer groot. In oktober 2006 is ook SRAM met een racefietsgroep op de markt gekomen. In de productie van mountainbikegroepen is Shimano echter de absolute marktleider; Campagnolo produceert namelijk geen mountainbikegroepen en het aandeel van grootste concurrent SRAM is slechts beperkt. Meer uitleg over groepen kan men vinden op de pagina racefiets onder de titel groep.
Zoals eerder vermeld, produceert Shimano naast fietsonderdelen ook vismateriaal en skimateriaal. Het skimateriaal beperkt zich tot de productie van skilaarzen en skibindingen en een paar accessoires en dit enkel voor de Japanse en Australische markt.
Vismateriaal produceert het wel voor de hele wereldmarkt, het produceert materiaal voor het vissen met werphengel zoals werpmolens, werphengels en dobbers.

## Verschillende typen groepen
Bij de racefietsgroepen moet er ook een onderscheid gemaakt worden tussen de zogenaamde triplegroepen en gewone groepen. Triplegroepen zijn groepen waarbij er vooraan drie tandwielbladen zijn in plaats van twee bij de normale groepen, wat de fietser in staat stelt te kunnen trappen met een kleinere versnelling bij hetzelfde trapritme, waardoor hij gemakkelijker bergop kan fietsen. Dit leidt er wel toe dat de groep duurder maar vooral ook zwaarder wordt, waardoor veel fietsers toch voor een normale groep kiezen. De mountainbikegroepen worden tegenwoordig meestal in gewone groepen geproduceerd; het kunnen fietsen met een kleine versnelling is in het mountainbike dan ook zeer belangrijk.
Ook wordt door Shimano zowel 8-speedgroepen, 9-speedgroepen als 10-speedgroepen geproduceerd. 8-speedgroepen zijn groepen met 8 tandwielen achteraan, 9-speedgroepen hebben er 9, en 10-speedgroepen hebben er 10 en hebben daardoor dus meer versnellingen, namelijk 20 of 30 (30 bij een triplegroep) tegenover 18 of 27 bij een 9-speedgroep en 16 of 24 voor 8-speedgroepen. De 10-speedgroepen worden enkel in de eerste drie prijs-kwaliteitsklassen van de racegroepen geproduceerd. Ook bij de mountainbikegroepen is tegenwoordig (vanaf 2010/2011) een 10-speedvariant verkrijgbaar.
Vanaf 2009 heeft Shimano ook een elektronische groep, de Dura Ace Di2. Hier is de schakelkabel vervangen door een elektronisch draadje en een batterij onderaan het frame van de fiets. De groep wordt gebruikt in het veld door Niels Albert en Sven Nys. Op de weg rijden Team HTC-Columbia, Team Garmin-Transitions en Team Sky ook met deze groep.
Bij de mountainbikegroepen moet er ook een onderscheid gemaakt worden tussen groepen met mechanisch gestuurde velgremmen, met oliedruk gestuurde velgremmen, met oliedruk gestuurde schijfremmen en mechanisch gestuurde schijfremmen. Bij de racefietsgroepen zijn er velgremmen en hydraulische schijfremmen. Ook maken ze mechanisch aangestuurde schijfremmen voor cyclocross gebruik.

## Belangrijkste prijs-kwaliteitsklassen
Shimano produceert zijn groepen in verschillende prijs-kwaliteitsklassen.
De racefietsgroepen
- Dura Ace Di2 [9200] (12-speed)
- Dura Ace Di2 [R9170] (11-speed)
- Dura Ace [R9100](11-speed)
- Dura Ace Di2 [9070] (11-speed)
- Dura Ace [9000] (11-speed)
- Ultegra Di2 [R8100] (12-speed)
- Ultegra Di2 [R8050] (11-speed)
- Ultegra Di2 [6870] (11-speed)
- Ultegra Di2 [6770] (10-speed)
- Ultegra [R8000] (11-speed)
- Ultegra [6800] (11-speed)
- Ultegra [6700] (10-speed)
- 105 [7100] (12-speed)
- 105 [5800] (11-speed)
- 105 [5700] (10-speed)
- Tiagra [4600] (10-speed)
- Tiagra [4500] (9-speed)
- Sora [3500/3400] (9-speed)
- Sora [3300] (8-speed)
- Claris [2400] (8-speed, geïntroduceerd in 2013 als vervanging van de naamloze 2200/2300 groepen)

De Di2-groepen (Digital Integrated Intelligence) schakelen elektrisch.
De Shimano 600-groep (nu Ultegra) was lange tijd de beste groep, tot in 1973 Dura-Ace werd toegevoegd als betere groep.
De mountainbikegroepen 2016
(bovenste is beste kwaliteit)
- XTR M9000 (11-speed: Single, dubbel en triple, elektrisch aangestuurde versie: XTR Di2)
- XT M8000 (11-speed: Single, dubbel en triple, elektrisch aangestuurde versie: XT Di2)
- SLX M7000 (11-speed, opvolger van Deore LX, dat uiteindelijk hergebruikt is voor een trekkingfiets-groep)
- Deore M610 (10-speed)
- Alivio (8-speed en 9 speed)
- Acera (8-speed en 9 speed)
- Altus (6, 7 en 8-speed)

Net als bij de racefietsgroepen, schakelt Di2 elektrisch.
Voor Downhill en Freeride (bovenste is beste kwaliteit)
- Saint (speciaal ontworpen voor downhill en freeride mountainbike)
- Zee (speciaal ontworpen voor downhill en freeride mountainbike)

Overig
- Tourney (speciaal ontworpen voor de gewone fietsen heeft ook verschillende prijs-kwaliteitsklassen)

Hier was de XT-groep lange tijd de beste. In 1992 werd er XTR als betere aan toegevoegd.